# Бешенство (фильм, 2023)
«Бе́шенство» — российский триллер 2023 года режиссёра Дмитрия Дьяченко с Алексеем Серебряковым, Евгением Ткачуком, Георгием Дроновым, Анной Уколовой и Кириллом Полухиным в главных ролях. Получил неоднозначные оценки критиков.

## Сюжет
Действие фильма происходит в современной России. Игорь привозит своего сына-наркомана Вовку в таёжный посёлок, чтобы избавить его от зависимости, и приковывает сына к стене в доме своего приятеля Юры. В это время у волков начинается эпизоотия бешенства. Один волк убивает на улице Юру и запрыгивает в комнату, где находится Вовка, но Игорь убивает его доской с торчащими гвоздями. Он вытаскивает тушу на улицу. Тем не менее полицейский Абызов и лесник Роман понимают, что волка убили внутри и что сына Игорь удерживает насильно. Игорь предлагает Абызову взятку, чтобы тот не освобождал Вовку. На улице начинается паника из-за нападений волков, Игорь, взяв Вовку, уезжает на снегоходе, Абызов и Роман едут следом.
Герои приезжают в охотничью избушку. На рассвете Вовка находит в машине полицейского дозу героина и принимает её. К машине подходит медведь, заражённый бешенством. Вовка выходит к нему, Игорь оттаскивает сына, но медведь раздирает Абызова, а потом проламывает крышу дома и нападает на остальных людей. Роман тоже погибает, Игорь поджигает дом и протыкает медведя колом, но тот успевает ранить его в шею. Игорь и Вовка выбираются из горящего дома через окно.
Вовка тащит раненого отца на санях в сторону посёлка, обещая ему больше никогда не употреблять наркотики. Игорь умирает в дороге. В финале Вовка с женой приезжают на могилу Игоря. Вовка рассказывает отцу, что больше не употребляет наркотики и что у него с женой будет ребёнок.

## В ролях
- Алексей Серебряков — Игорь
- Всеволод Володин — Вовка
- Георгий Дронов — Юра
- Александр Устюгов — Роман
- Евгений Ткачук — Абызов
- Анна Уколова — Оля Савченко
- Кирилл Полухин — охотник
- Ангелина Стречина — Варя
- Иван Бычков — Мишка
- Александр Булатов — Лёшка
- Александр Борисов — майор
- Александр Коротков — врач
- Ирина Зубкова — мать Вовки

## Создание и оценки
Съёмки фильма начались в декабре 2020 года на Алтае, где специально было построено зимовье. Они проходили в условиях жестоких морозов. Специально для съёмок из Венгрии привезли волков, прежде снимавшихся в «Игре престолов». Отдельные натурные сцены снимались на Камчатке, а позже всё остальное сняли в павильонах. Продюсерами «Бешенства» стали Илья Стюарт, Павел Буря и Мурад Османн, режиссёром — Дмитрий Дьяченко, известный по кинотрилогии «Последний богатырь» и по фильму «Чебурашка».
Тизер-трейлер был опубликован в интернете в начале ноября 2022 года, а 23 февраля 2023 года картина вышла в прокат.
Рецензент «Кино-театр.ру» увидел в «Бешенстве» парафраз фильма «Как Витька Чеснок вёз Лёху Штыря в дом инвалидов» и перекличку с «Чебурашкой»: во всех этих случаях речь идёт о проблеме отцов и детей, но «Бешенство» выделяется из-за «суровой гаммы сумеречной российской зимы». По мнению критика, авторам картины удалось «достойно „упаковать“ острую проблематику в жанр захватывающего „мужского“ экнш-триллера, на протяжении которого через борьбу с зараженными животными люди наконец начинают борьбу со своими пороками». Обозреватель «Газета.ру» сравнивает «Бешенство» с фильмом «Нечто», проводит параллели с «Выжившим» в сцене с медведем: по его словам, «получилось не так иммерсивно, но не менее страшно и захватывающе». Он высоко оценивает актёрские работы Серебрякова и Ткачука, но констатирует, что фильм выдохся примерно на середине, когда начинает казаться, что «форма побеждает суть, а замыслу остро не хватает более интересных и оригинальных художественных решений».
Рецензент «Фильм.ру» увидел в «Бешенстве» «неприятный налёт бытовой супергероики», ряд сюжетных неувязок и «слабых сценарных приёмов», которые, однако, «меркнут перед главным козырем Дьяченко — динамикой». При этом финальная мысль, по мнению критика, звучит слишком стандартно.